# Андреја
Андреја је словенско женско име, које се јавља у Пољској,  Словенији и Хрватској. Изведено је од имена Андреј. И у Србији је ово име изведено од имена Андреј, али је мушко име.

## Популарност
У Словенији је од 1993. до 2003. увек било међу првих сто, са тим да му је популарност опадала. У Србији је од 2003. до 2005. било на 60. месту по популарности. У Хрватској је током двадесетог века било популарно, нарочито у Загребу, Вараждину и Карловцу.